# Jean Alesi
Jean Alesi (Montfavet, 11. lipnja 1964.) je francuski sportski automobilist, podrijetlom Talijan. Ostat će zapamćen kao jedan od najvećih talenata Formule 1, a posebice 1990-ih godina. Započeo je u ekipi Tyrrell, i već na početku karijere je pridobio velik broj navijača i obožavatelja zbog svoje vožnje i emotivnih nastupa. Početak njegove karijere ostat će zapamćen po dvoboju s Ayrtonom Sennom na VN SAD-a u Phoenix-u 1990. godine u inferiornom Tyrell-u. Navijači Ferrarija naprosto su ga obožavali, iako je vozeći za Ferrari ostvario samo jednu pobjedu, i to jedinu u karijeri na VN Kanade u Montrealu 1995. Dugogodišnji vozač tima Ferrari u Formuli 1 (1992. – 1995.). Pobjednik VN Kanade 1995. godine.

## Početak utrkivanja
Jean Alesi rođen je 11. lipnja 1964., dečko iz Avignona, dijete Sicilijanaca koji su u potrazi za boljim životom otišli na jug Francuske. Jean je tek sa 16 godina odlučio da želi biti vozač trkaćih automobila, a kako mu je otac imao iskustvo u rally-u, odlučio je dati potporu svom sinu, koja nije izostala tijekom cijele njegove karijere. Svoj trkaći put, kao i većina, započinje u kartingu, da bi se s 19 godina odlučio na malo drugačiji put od ostalih vozača F1, priključivši se 1983. godine natjecanju u Renault 5 turbo kupu, gdje je ostvario jednu pobjedu koja mu je otvorila vrata, te iduće sezone prelazi u Formulu Renault Turbo gdje u 2 godine i jakoj konkurenciji ne uspijeva pobijediti, ali uspijeva osvojiti nekoliko postolja, te onda kreće odluka da zajedno s obitelji kupi Dallaru i prijavi se u Francusko natjecanje Formule 3. 
Mladi Jean u prve 3 utrke, s očigledno slabijim bolidom, uspijeva osvojiti 2 druga mjesta, s tim da je u prvoj utrci u životu u tom natjecanju vodio 20-ak krugova prije nego što ga je pretekao Yannick Dalmas, kasnije pobjednik te sezone, Alesi je bio drugi u poretku. Iduće sezone, Alesi postaje pobjednik francuske Formule 3, a sezonu nakon toga prelazi u Formulu 3000. Te 1988., dolazi u London, što opisuje kao da je došao na Mjesec, bez ijednog prijatelja ili poznanika. Razmišlja da se ostavi svega, ali u priču uskače Eddie Jordan, koji mu stoji na usluzi 24/7, te ga zbog toga Alesi naziva svojim drugim ocem, a njih dvoje razvijaju duboko prijateljstvo. U svojoj prvoj sezoni Alesi završava deseti u ukupnom poretku, ali s nekoliko vrlo dobrih vožnji, kao npr. 2. mjesto u Pau-u. Iduće sezone momčad Eddia Jordana dobiva nove snaže Mugen motore i Alesi ima konkurentan bolid. Vodi se žestoka bitka za prvo mjesto između njega, Érika Comasa i Martina Donnellya. Alesi, poznat kao vozač koji je uvijek davao 100%, znao je na treningu mijenjati brzine bez upotrebe kvačila, čime bi dobio par sekundi ali i ozbiljno oštetio mjenjačku kutiju, što naravno ne bi ponavljao u utrci, gdje ni jednom nije imao kvar na tom dijelu bolida.

## Formula 1

### Tyrrell (1989. – 1990.)
1989.
U tijeku sezone, otvara se prilika da Jordan predstavi svoje pulene u Formuli 1. Uz par telefonskih poziva, doslovno, Donnelly dobiva priliku za da odveze jednu utrku za Arrows, dok se za Alesija otvara mjesto u Tyrrellu, nakon što momčad Tyrrella potpiše sponzorski ugovor s Camelom, a njihov dotadašnji vozač, Michele Alboreto odbija učiniti isto, jer je njega vezao ugovor s Marlborom. Tako Alesi dobiva priliku, u početku za samo 1 utrku u Paul Ricardu, svojoj domaćoj stazi. U utrci je fenomenalan, probivši se za 16. startnog mjesta, sve do u jednom trenutku drugog mjesta, da bi ipak na kraju završio četvrti. Do kraja sezone ostaje paralelno voziti u Formuli 3000 i F1, te do kraja osvaja još jedno peto mjesto u Monzi i četvrto u Jerezu, sve u slabašnom Tyrrellu.
Iste godine, postaje prvak Formule 3000, a u tom natjecanju dokazuje da nije temperament sve što ima. U odlučujućoj utrci mu je dovoljno i šesto mjesto da postane prvak, a to i osvaja vrlo inteligentnom i smirenom vožnjom. 
1990.
Od sezone 1990. vozi redovno samo u Formuli 1, za momčad Tyrrella. U prvoj utrci sezone, u Phoenixu, starta četvrti u prošlogodišnjem bolidu, vodi 40-ak krugova, te nakon sjajnog dvoboja s Ayrtonom Sennom završava kao drugi. Novine pišu da je rođen nasljednik Alaina Prosta i Senne, a Alesi te sezone osvaja još jedan sjajan rezultat, drugo mjesto u Monte Carlu i borba za Alesija između momčadi počinje. On tu borbu sa Sennom u Phoenixu opisuje kao ispunjenje svojih dječačkih snova. 
Alesi prvo potpisuje predugovor s Williamsom, ali Williams odugovlači s dogovorom, pokušavajući u svoje redove dovesti Sennu, te nakon dva obećana ali i prekršena roka za dogovor od strane Williamsa, Alesi odlučuje potpisati za Ferrari, tada momčad koja se borila za naslov prvaka s Prostom. Iako su mnogi ovo nazvali odluku srcem, a ne glavom, Alesi je kasnije to zanijekao, kazavši da je Ferrari u tom trenutku bio bolja momčad, što i je, a vozio bi i zajedno s Prostom u momčadi, nedvojbeno jednim od najvećih vozača ikada. No, tu trakavica nije gotova, jer Williams se poziva na pravo predugovora, a cijela se stvar rješava tako da Ferrari otkupljuje ugovor od Williamsa, a u ugovoru piše da im moraju i prodati i jedan model Ferrarija iz 1990. godine, tako da sada u muzeju Williamsa stoji i jedan Ferrarijeva formula. 

### Ferrari (1991. – 1995.)
1991.
No, za Alesija počinje pakao u Ferrariju. Bolid je katastrofalan, no unatoč tome Alesi skuplja 21 bod uz 3 treća mjesta. Tada, na utrci u kojoj prvi put prisustvuje i Michael Schumacher, na legendarnom Spa-u, Alesi ima prvu priliku za pobjedu za upravljačem Ferrarija, ali u lijepom vodstvu, 10 krugova prije kraja, Ferrari otkazuje. Godinu dana kasnije ovdje će Michael osvojiti svoju prvu pobjedu, nakon katastrofalne taktike momčadi Williams, te otkazivanja bolida Nigela Mansella. Tanak je put od pobjede do odustajanja. Tri utrke prije kraja, Prost iznosi niz kritika na račun Ferrarija, između ostalo proglašava bolid traktorom, te biva otpušten iz Ferrarija. Sada mladi Alesi postaje vođa Ferrarija. Uz obećanje da će se stvari promijeniti na bolje. 
1992.
Ferrari F92A pokazuje se kao još lošiji od prethodnika, Alesi doživljava čak 10 kvarova, te nakraju skuplja samo 18 bodova, uz 2 treća mjesta. Iz ove sezone valja izdvojiti posebno utrku u Magny-Coursu, gdje na kišnoj utrci ostaje na slickovima najduže od svih, te vozi samo 0,7 sekundi lošije krugove od vodećeg Mansella u superiornom Williamsu s gumama za kišu, ali se i uspijeva izvrtiti na stazi na ravnini prije zavoja Adelaide, a to je još i danas najdulje izlijetanje bez gašenja motora što ga je zabilježila Ferrarijeva telemetrija. Alesi se vraća na stazu, vozi furiozno, ali nekoliko krugova prije kraja, kada je na četvrtom mjestu, Ferrari ga ponovo izdaje. Možda i bolja od je bila ona u Barceloni iste godine, gdje je po pljusku prvo bio najbrži na drugom kvalifikacijskom treningu, a nakon toga je unatoč okretanju na stazi prisilio Sennu na pogrešku i osvojio treće mjesto na kraju.
1993.
Pred kraj 1992. na mjesto konstruktora dolazi John Barnard što nagovješćuje bolje dane u Ferrariju, kojem Alesi ostaje lojalan još 3 sezone u novom ugovoru. Momčadi se priključuje i Gerhard Berger, a prijateljstvo koje se nedugo nakon toga razvija, pratit će Alesija još dugo. Bolid je sklepan na brzinu i prvi testovi ne donose ništa dobroga, kao uostalom ni cijela sezona, uz tek jedno drugo mjesto u Monzi, jedno treće u Monte Carlu, kad je Alesi opisao svoju vožnju kao vožnju taxijem, te furioznim startom (obišao 5 bolida) u Estorilu i vodstvom u prvih 20 krugova. Svega 16 bodova. 
1994.
Ove sezone napokon dolaze bolji dani u Ferrariju i Alesi najavljuje da bi napokon mogao imati bolid s kojim bi mogao pobijediti. No početak sezone, započinje ozljedom leđa, te propuštanjem Aide i kobne Imole, gdje ga mijenja Nicola Larini. Unatoč tri treća mjesta u 5 utrka vraća euforiju na nešto niže grane. Pokazuje se da je bolid dovoljno konkuretan jedino na brzim stazama, što iskorištava Berger i pobjeđuje u Hockenheim-u, prva pobjeda od 1990. godine za Ferrari. Alesi izjavljuje da mu je ovo najdraži dan u F1, unatoč tome što je njegov Ferrari otkazao već u drugom krugu. Što je bio dio serije u od 5 utrka kada mu je otkazao Ferrari, od toga 3 kad je bio prvi ili drugi na stazi. Ubrzo nakon toga slijedi utrka u Monzi, gdje Alesi osvaja svoj prvi pole position, s Bergerom na drugom mjestu, vodi od početka, izgrađuje prednost od gotovo sekundu po krugu, ulazi u box na svoju prvu promijenu guma...i mjenjač otkazuje. Bijesni Alesi odlazi iz boxa Ferrarija, još uvijek u trkaćem odjelu, uskače u svoju Alfu 164 i odlazi ravno u Avignon, srušivši pritom svoj osobni rekord tog puta, ne javlja se na telefon par dana i onda ipak dolazi sebi. Do kraja sezone još jedno treće mjesto. 
1995.
Godine 1995. svi u Ferrariju osjećaju da je Ferrari 412T2 najbolji bolid što su ga napravili u zadnjih par sezona. No, da li dovoljno dobar? U prve 3 utrke Alesi osvaja dva druga mjesta, da bi ubrzo uslijedila utrka u Montrealu. Montreal, grad u Kanadi, pretežito Francuski obojen, koji još uvijek pamti Gillesa Villeneuvea i njegov Ferrari broj 27, koji sada vozi Alesi. Trbine su u crvenom, novi heroj je tu, Jean. Nekoliko krugova prije kraja, tada vodećem Schumacheru otkazuje mjenjač i on odlazi u box, što ostavlja Alesija u vodstvu. Alesi ovako opisuje te trenutke;
Kada su mi javili preko radija da je Michael vani i da imam realne šanse za pobjedu, krenule su mi suze na oči i vizir mi se zamaglio, tako da nisam ništa vidio. Ubrzo sam se smirio i shvatio da se moram koncentrirati do kraja utrke jer sam morao sačuvati gorivo do kraja utrke. Neki vozači voze samo tako da samo vide stazu, ali ja nisam jedan od njih. Ja vozim zajedno s publikom, a kako su u Montrealu tribine vrlo blizu mogao sam vidjeti da svi mašu i ustaju kad bi prolazio pored njih, što mi je dalo dodatnu snagu.
Alesi se do kraja utrke vozi iza Luce Badoera, štedeći tako gorivo u njegovoj zavjetrini. U posljednjem krugu događa se invazija staze, gledatelji jednostavno ne mogu dočekati da Alesi pređe cilj, te je zbog toga utrka prekinuta u tom posljednjem krugu jer su ljudi počeli trčati po stazi po kojoj su vozili jureći bolidi, ne bi li što prije čestitali Alesiju. Nakon što je prošao ciljem, Alesiju nestaje benzina, te se njegov bolid zaustavlja. Alesi izlazi iz bolida te se penje na Schumacherov, koji ga odvozi počasni krug do najvišeg postolja. Napokon! No kako ovo ipak nije bajka, stvari se nakon toga ne mijenjaju na bolje. U novinama počinju nagađanja o Michaelovom prelasku u Ferrari, što se i do Monze potvrđuje, a Alesi i Berger oboje odbijaju biti drugi vozač uz MS-a te potpisuju za Benetton. U Monzi još jedna katastrofa, ali kakva. Alesi i Berger posljednji put pred tifosima voze, te 15tak krugova prije kraja nakon sudara Damona Hilla i Schumachera dolaze u 1-2 vodstvo. Monza je u deliriju. Ali, zla kob je jača od svega. Prvo otpada kamera s Alesijvog bolida, udara u ovjes Bergera i uništava ga, te je Gerhard prisljen odustati. Nedugo nakon toga, javlja se i plamen iz stražnjeg desnog kotača te i Alesi odustaje u sigurnom vodstvu, po tko zna koji put. Neverojatno.
U Nurburgringu, Alesi uz Mclarene izabire vrlo riskantnu taktiku da krene na slickovima unatoč mokroj stazi, no uspijeva profitirati sjajnom vožnjom prvo na mokrom pa onda na suhom. No, nakon što su vratili dolijevanje goriva u bolide, za pobjedu je trebala i sjajna taktika, te tako unatoč velikoj prednosti koju je Alesi izgradio nakon što su svi ostali otišli po slickove nakon sušenja staze, on ipak ne uspijeva pobijediti. Istrošene gume, jer bio je samo jednom u boxu i nisu najveća prepreka, ali njegov V12 motor je previše žedan i Alesi mora usporiti, što omogućuje Schumacheru da ga stigne i pretkne svega par krugova prije kraja. Iako je došao do cilja, još jednom ga je Ferrari ga je izdao, ovaj put prevelikom potrošnjom. Da li se mogla primijeniti taktika 2 ulaska u box? Možda, no tada u Ferrariju ne sjedi Ross Brawn. S tom pobjedom i pobjedom u Monzi, Alesi bi imao 3 pobjede u sezoni, isto kao što će ih imati i Schumacher iduće sezone koja se opsiju kao Michaelov preporod Ferrarija, a zapravo i nije postigao ništa više nego što bi postigao Alesi uz samo malo više sreće. U Aidi, Todt za vrijeme utrke šalje poruku da propusti Bergera, što se Alesiju nije svidjelo (zamislite Rubensa u toj situaciji samo.), te ga Todt kažnjava time što naređuje mehaničarima da naprave sporiji pitstop. No, sezona nije gotova i vrijeme je da se Alesi dostojno oprosti od Ferrarija što i čini u jednoj od najvećih vožnji svih vremena viđenih na stazama F1. U Suzuki. Prvo dobiva 10 sekundni stop and go kazne zbog preranog starta, zatim se izvrće na stazi, još jednom ulazi u box, odlazi po slickove prije svih jer se staza počinje sušiti, te s praktički posljednjeg mjesta dolazi do drugog mjesta tik iza Michaela, skidajući mu 3 ili više sekundi po krugu. I sve to u 25 krugova. Nakon par krugova vožnje na Michaelovom repu...pogađate... Ferrari otkazuje. Četvrta pobjeda te sezone? Ipak ne. Još samo Adelaide u kojim se sudara s Michaelom te obojica odustaju. 

### Benetton (1996. – 1997.)
1996.
Sezona 1996. i novi početak u Benettonu. Demotivirani Ross Brawn kao i cijela ekipa rade bolid koji nije ni sjena prošlogodišnjem, što pokazuje i 8 kvarova u sezoni nasuprot 2 prošle sezone dok su ga vozili Schumacher i Johnny Herbert. Mnogi kritičari Alesija ovu sezonu prikazuju kao dokaz da Alesi nije bio vozač najviše klase, jer u momčadi koja je sezonu ranije osvojila dvostruki naslov, nije uspio ni jednom pobijediti. No, istina je malo dublja.
Benetton iz 1995. je bio rađen samo za Michala Schumachera i teško upravljiv. Na prvim testovima Alesi ga je uspio voziti prilično brzo, no Berger je doživio par teških izlijetanja i konstruktori su se našli u za njih novoj poziciji kada bolid trebaju uskladiti za potrebe obojice. Na kraju sezone, prije nego ode u Ferrari, Brawn će priznati da bolid nije bio dovoljno dobar. Posebno su tragična 2 kvara, jedan u Monte Carlu dok je bio uvjerljivo prvi s 30-ak sekundi prednosti, te dok se borio za prvo mjesto s Jacquesom u Silverstone-u, kada su mu otkazale kočnice. Još 2 pobjede? Ipak ne. Na kraju 8 postolja uz drugo mjesto u Monzi kada ja sa 6 startne pozicije do prve šikane bio prvi, vodio do odlaska u box, kada ga Michael Schumacher sjajnom taktikom i vožnjom nadmašuje. U posljednjoj utrci u sezoni izletava u prvom krugu, na što Briatore ludi jer je Benetton tako ispao iz borbe za drugo mjesto u konstruktorskom poretku, i tu se odnosi u momčadi spuštaju prema dnu, što će se nastaviti u idućoj sezoni. 
1997.
U prvoj utrci sezone Alesi se oglušuje na pozive za ulazak u box, te vozi sve dok ostaje bez goriva. Namjerno? S obzirom na količinu napisa u novinama u kojima ga Briatore blati, ne bi se zakleo da je bilo slučajno. Do kraja sezone, Briatore i Alesi gotovo da i ne pričaju, a B197 se pokazuje kao vrlo pouzdan (Alesi ima najviše prijeđenih kilometara od svih vozača te sezone) ali i spor bolid, osim na brzim stazama, slično kao Ferrari 1994. Berger pobjeđuje u Hockenheimu, a Alesi osvaja svoj drugi pole position u karijeri, u Monzi. Vodi otpočetka, ponovo do ulaska u boxeve gdje njegovi mehaničari obavljaju sporiji pit stop od McLarenovih i Coulthard pobjeđuje. Još jedna pobjeda u vjetar? Da. Tada su se pojavile i prve priče o prestanku karijere, Alesi je demoraliziran svađom s Briatoreom i kaosom u Benettonu. Prije utrke u Monte Carlu, izjavljuje da toliko mrzi svoj bolid da mu i boje idu na živce, a uslijedilo je i par svađa s preostalim mehaničarima koji nisu prešli u Ferrari, kada Alesi izjavljuje da je malo prekasno da ga inženjeri uče kako da vozi. Njegov prijatelj Berger prestaje s karijerom na kraju sezone. No ipak, Gerhard pronalazi posao u Alesiju u Sauberu. 

### Sauber (1998. – 1999.)
1998.
Napokon se momčad organizira tako da je Alesi prvi vozač (što npr. MS ima cijelu karijeru, Herbert, Rubens, Verstappen ili J.J.Lehto bi znali puno reći o tome), te vozi zapravo bolje nego ikada u slabašnom Sauberu. Osvaja prvi startni red za Sauber na A1 Ringu i prvo postolje, treće mjesto u Spa te sezone (gdje se dešava smiješna situacija u kojoj Sauberovi mehaničari ne mogu pronaći postolje). Zbog svega toga Peter Sauber, vlasnik momčadi poklanja taj bolid Alesiju na kraju sezone. 
1999.
Iduće sezone u momčad dolazi Pedro Diniz, koji si kupuje mjesto, a dolaze i Ferrarijevi motori, što podiže ambicije u 1999. godini. No, Sauber iz te sezone se pokazuje kao vrlo nepouzdan, što ne sprječava Alesija da odlično vozi dok bolid radi. Za pamćenje je njegovo drugo mjesto na kvalifikacijskom treningu na VN Francuske i sjajna vožnja na VN Brazila, kada je pretekao 14 bolida na stazi, u svega 19 krugova! (u usporedbi s tim, prošlogodišnja vožnja MS-a u Brazilu i nije tako spektakularna). Osvaja samo 2 boda te prelazi na poziv svog prijatelja Alaina u Prost. 

### Prost, Jordan (2000. – 2001.)
2000.
Alesi ima ideju u kojoj bi i drugi vozač bio Francuz, motori su ionako francuski, od Peugeota, što bi onda Prostom predstavljalo kao jednu francusku momčad čime bi se privukli dodatni sponzori. Prost odbija i upošljava Nicka Heidfelda, a godinu dana kasnije propada zbog dugova. 2000. godina je prva sezona kada Alesi nije osvojio niti jedan bod. No, ni tu priči nije kraj, nakon što ga odbijaju u Williamsu, BAR-u i Jordanu (ludih li ljudi), Alesi ostaje u Prostu, pogonjenim Ferrarijevim prošlogodišnjim motorom. 
2001.
Stvari kreću na bolje, Alesi osvaja 4 boda za Prosta (uključujući jedno peto mjesto), ali par utrka prije kraja 2001., Prost određuje veliku kaznu jer Alesi kritizira rad Prosta, te nakon što ga bivši prijatelj optužuje za izdaju (Prost Alesija - na kraju se ispostavilo da su mehaničari potvrdili Alesijevu priču da je bolid bio loš), Jean prelazi u Jordan (koji je uručio otkaz Heinzu Haraldu Frentzenu – zbog kojeg su i odbili Alesija na početku sezone) za zadnjih par utrka sezone. Do kraja sezone osvaja još jedan bod za Jordan, što s onih 4 iz Prosta postaje 5 ukupno.
Eddie Jordan izjavljuje da mu je najveća pogreška u karijeri što nije prije uposlio Alesija i napravio ga prvakom, te da su Alesi i Jarno Trulli sjajan kapital za budućnost. Par tjedana kasnije u priču ulazi Honda, koja progurava Takumu Sata u momčad i Alesi ispada iz Jordana za sljedeću sezonu. Tu pada odluka o prekidu svoje F1 karijere. Alesi u posljednjoj sezoni ima završene sve utrke osim zadnje, kada se u petom krugu sudara s Kimijem Räikkönenom, nakon Finčeve greške. I možda mu baš u tom dodiru prenosi svoju zlu kob na njega. Što se tiče još par nevjerojatnih statističkih podataka, Alesi je u 201 nastupu odustao čak 81 put, od čega samo 7 puta izlijetanjem sa staze, uz čak 54 kvara i 15tak sudara u kojima nije bio krivac. U međusobnim borbama s drugim vozačima iz svoje momčadi ima bolji omjer i u kvalifikacijama i u utrci sa svim suvozačima osim 1991. godine kada vozi s Prostom u Ferrariju. Osvojio je 1 utrku, imao 32 podija, od čega 16 drugih mjesta! 19 puta je bio u vodstvu utrke.

## Nakon Formule 1
Po završetku F1 karijere prelazi u DTM gdje vozi sve do 2006. godine, uz četiri pobjede, te mu francuski automoto savez dodjeljuje ulogu glavnog operativca koji se brine o mladim francuskim vozačima. Izgleda da je Alesijev najveći problem bio što je imao nevjerojatno nesreću, uvijek bio na krivom mjestu u krivo vrijeme, imao svoje ja i svoj ponos, uvijek govorio što misli i nije imao nikog velikog iza sebe da ga gura. Sve suprotno od velike većine današnjih vozača. U nedavnom intervjuu izjavljuje da ima još jednu veliku želju, a to je još jednom nešto voziti zajedno s velikim prijateljem Bergerom.

## Vanjske poveznice
- Jean Alesi - Stats F1